# 森下美緒
森下美緒（日语：森下美緒，1975年11月30日—），日本AV女優。
2021年事務所移到リズムプロモーション並改名為「西園寺美緒」。

## 個人簡歷
2016年4月以熟女系AV女優的身分出道。
2021年宣布將所屬事務所移到リズムプロモーション。藝名改名為「西園寺美緒」。

## 演出

### 電視節目
- ダラケ! 〜お金を払ってでも見たいクイズ〜（2018年12月6日、20日、BSスカパー!）

## 外部連結
- 西園寺 美緒桜(元 森下美緒)的X（前Twitter）（2016年6月17日 - ）
- 森下美緒のofficial blog （页面存档备份，存于）（2016年7月31日 - ）